# José Mariano da Conceição Veloso
José Mariano da Conceição Veloso (São José del-Rei, comarca de Rio das Mortes, Minas Gerais, 14 de outubro de 1742 — Rio de Janeiro, 14 de julho de 1811), foi um sacerdote, professor, missionário e botânico brasileiro colonial. 
Estudou Filosofia e Teologia no Rio de Janeiro, no convento franciscano de Santo Antônio. Ordenou-se em 1766. Poucos anos depois transferiu-se para São Paulo, onde ministrou aulas da Geometria e Retórica no Convento de São Francisco.
Entre 1783 e 1790, na então província do Rio de Janeiro, coletou espécimes animais, vegetais e minerais que foram insumos para sua obra posterior, Flora Fluminensis, escrita entre 1825 e 1831.
O trabalho, encomendado pelo vice-rei do Brasil Luís de Vasconcelos e Sousa, foi por este elogiado, quando do envio de espécimes da flora e fauna para o Real Museu e Jardim Botânico da Ajuda, em Lisboa.

## Biografia
O naturalista era filho de José Veloso da Câmara e Rita de Jesus Xavier  e primo de Joaquim José da Silva Xavier, conhecido como Tiradentes.
Em 1761, se tornou franciscano no Convento de São Boaventura, em Macacu, tendo sido ordenado no Convento de Santo Antônio, no Rio de Janeiro, onde estudou Filosofia e Teologia. Foi nomeado pregador em 1768 e, em 1771, já ministrava Geometria no convento de São Paulo.
Transformou seu claustro em um museu herbário, cultivando sua dedicação aos estudos botânicos. Lente de Retórica no convento de São Paulo e lecionando História Natural no convento de Santo Antônio, em 1790 foi a Lisboa, quando começou a classificar espécies da flora e fauna, enquanto trabalhava no Real Museu e Jardim da Ajuda e na Academia Real das Ciências de Lisboa.
Sob a protecção de D. Rodrigo de Sousa Coutinho, de 1799 a 1801, tornou-se diretor da Oficina Typographia Chalcographica, Typoplastica, e Litteraria do Arco do Cego, em Lisboa, onde terá escrito a sua célebre obra Flora Fluminensis. A obra nasceu de expedições botânicas que realizou pelo Rio de Janeiro, entre 1782 e 1790, percorrendo a Serra do Mar, em direção a Santos, passando pela Ilha Grande e por Paraty, chegando até a Serra de Paranapiacaba. O livro, porém, só foi editado  em 1831 - vinte anos após a morte de Veloso. Da Arco do Cego saíram várias publicações que abrangeram a História Natural, a Agricultura, a Poesia, o Desenho, a Medicina, a Náutica, as Ciências Exactas, a Química e a História.
Devido a notoriedade da obra Flora Fluminensis, Saint-Hilaire o homenageou ao classificar as canelas d’ema, da família das velosiáceas, por considera-lo um grande botânico brasileiro e que era, para nosso espanto, primo-irmão de Tiradentes.
Regressou ao Brasil em 1808, residindo no Rio de Janeiro à época da chegada da família real portuguesa ao Brasil. 
Veloso morreu de hidropisia, na noite de 13 para 14 de julho de 1811, no convento de Santo Antônio, no Rio de Janeiro.
A biblioteca pessoal de José Mariano da Conceição Veloso, com manuscritos e documentos, foi graciosamente cedida à Real Biblioteca do Rio de Janeiro, mais tarde rebatizada como Biblioteca Nacional do Rio de Janeiro.